# Jennifer Roberson
Pour les articles homonymes, voir Roberson.
Œuvres principales
- Série Chroniques des Cheysulis

Jennifer Roberson, née le 26 octobre 1953 à Kansas City dans le Missouri, est un écrivain américain de fantasy.

## Œuvres

### SérieChroniques des Cheysulis
1. Les Métamorphes, Pocket, coll. Fantasy, no 5589, 1996 ((en) Shapechangers, Daw Books, 1984), trad. Rosalie Guillaume  (ISBN 2-266-06582-3)
2. La Ballade d'Homana, Pocket, coll. Fantasy, no 5590, 1996 ((en) The Song of Homana, Daw Books, 1985), trad. Rosalie Guillaume  (ISBN 2-266-06583-1)
3. L'Épée du destin, Pocket, coll. Fantasy, no 5591, 1997 ((en) Legacy of the Sword, Daw Books, 1986), trad. Rosalie Guillaume  (ISBN 2-266-06584-X)
4. La Piste du loup blanc, Pocket, coll. Fantasy, no 5592, 1997 ((en) Track of the White Wolf, Daw Books, 1987), trad. Rosalie Guillaume  (ISBN 2-266-06585-8)
5. Une nichée de princes, Pocket, coll. Fantasy, no 5593, 1998 ((en) A Pride of Princes, Daw Books, 1988), trad. Rosalie Guillaume  (ISBN 2-266-06586-6)
6. La Fille du Lion, Pocket, coll. Fantasy, no 5594, 1998 ((en) Daughter of the Lion, Daw Books, 1989), trad. Rosalie Guillaume  (ISBN 2-266-06587-4)
7. Le Vol du corbeau, Pocket, coll. Fantasy, no 5595, 1999 ((en) Flight of the Raven, Daw Books, 1990), trad. Rosalie Guillaume  (ISBN 2-266-06588-2)
8. La Tapisserie aux lions, Pocket, coll. Fantasy, no 5596, 2000 ((en) A Tapestry of Lions, Daw Books, 1992), trad. Rosalie Guillaume  (ISBN 2-266-06589-0)

### SérieTiger and Del
1. (en) Sword-Dancer, 1986
2. (en) Sword-Singer, 1988
3. (en) Sword-Maker, 1989
4. (en) Sword-Breaker, 1991
5. (en) Sword-Born, 1998
6. (en) Sword-Sworn, 2002
7. (en) Sword-Bound, 2013
8. (en) Sword-Bearer, 2022

### SérieRobin Hood (Roberson)
1. (en) Lady of the Forest, 1992
2. (en) Lady of Sherwood, 1999

### SérieKaravans
1. (en) Karavans, 2006
2. (en) Deepwood, 2007
3. (en) The Wild Road, 2012

### SérieBlood and Bone
1. (en) Life and Limb, 2019
2. (en) Sinners and Saints, 2021

### Romans indépendants
- Prisonnière du roi, J'ai lu, coll. « Aventures et Passions », no 2981, 1991 ((en) Royale Captive, Dell Publishing, 1987)Écrit avec Jennifer O'Green.

### Recueils de nouvelles
- (en) Guinevere's Truth and Other Tales, 2008